# Trankwice
Trankwice (niem. Trankwitz) – osada w Polsce w województwie pomorskim, w powiecie sztumskim, w gminie Stary Targ. Wieś wchodzi w skład sołectwa Bukowo.

## Historia

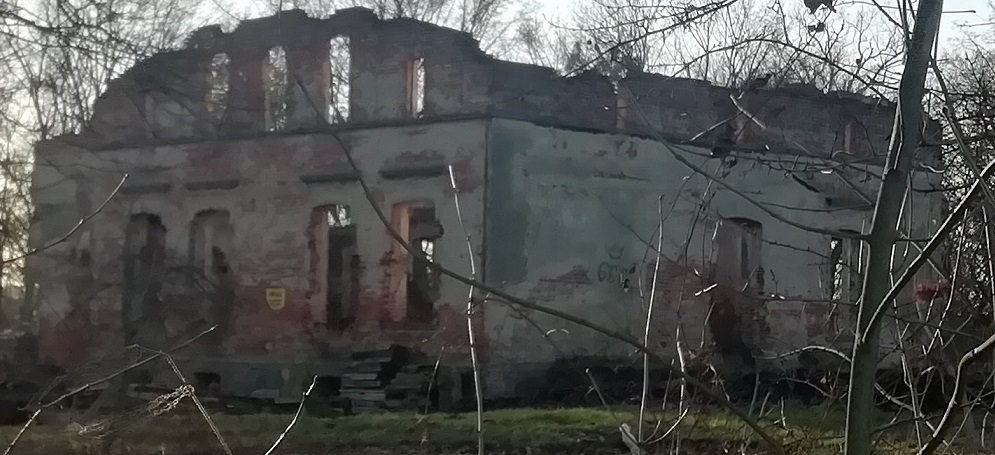
Dwór w Trankwicach

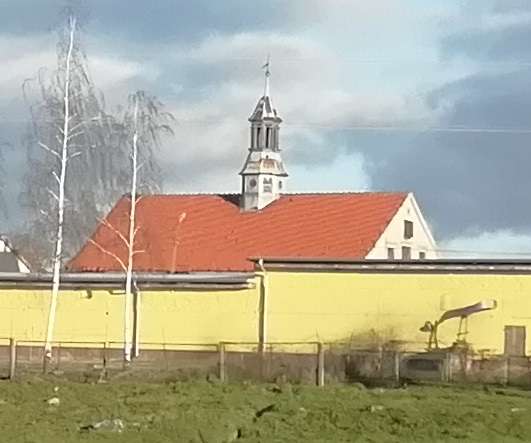
Fragment spichlerza w Trankwicach

W 1321 Prus Witko otrzymał pole Semmolanx. W skład miejscowości wchodziły także dwa inne pola – Trankotin i Wissewil. Były to dobra rycerskie. W XV wieku występowały nazwy Trankot i Trankwicz. Na polu Wissewil istniał folwark Lubszynek (jeszcze w XVII wieku). Wieś szlachecka położona była w I Rzeczypospolitej w województwie malborskim. Dobra były początkowo w posiadaniu Trankwiczów, a potem Czemów – posiadający także dobra waplewskie. Następnie, do czasów zaboru pruskiego, dobra były w posiadaniu dziedzica Waplewa. Potem dzierżyli je Białobłoccy. Zdecydowaną większość mieszkańców w XIX wieku stanowiły osoby wyznania ewangelickiego.
Osada folwarczna składała się z dworu, parku oraz budynków gospodarczych i inwentarskich; na wschód od folwarku powstał niewielki zespół czworaków. Pod koniec XIX wieku w miejscowości były m.in. cegielnia z okrągłym piecem oraz wytwórnia sera. Dawny układ przestrzenny został zachowany. Powstały w 1849 spichlerz oraz park w stylu angielskim z początku XX wieku zostały w 1977 wpisane do rejestru zabytków. Z okolic połowy XIX wieku pochodzi także dwór w stylu klasycystycznym, który znalazł się w ruinie. Zachowało się także kilka innych budowli z przełomu XIX i XX wieku, m.in. budynek dawnej szkoły czy kuźnia.
W latach 1945–1975 miejscowość administracyjnie należała do województwa gdańskiego, a w latach 1975–1998 do województwa elbląskiego.

## Zabytki
Według rejestru zabytków NID na listę zabytków wpisane są:
- park dworski, XIX/XX, nr rej.: A-878 z 29.12.1977
- spichrz folwarczny, 1849, nr rej.: A-878 z 18.11.1983